# Mindset (musikalbum)
Mindset är ett album från 2013 av den svenska folkmusikgruppen Väsen. Det var gruppens tionde studioalbum. Skivan innehåller uteslutande egenkomponerat material.

## Mottagande
Skivan fick ett gott mottagande när den kom ut med ett snitt på 4,2/5 baserat på sju recensioner.
Ulf Gustavsson skrev i Upsala Nya Tidning: "Såhär bra har de aldrig låtit, och det vill inte säga lite! ... På nya cd:n Mindset är det som att trions hela mognad och kvartssekellånga erfarenhet kondenseras i en musik som alltjämt har rötter i den uppländska myllan, men samtidigt överskrider gränser och former, arkaiskt och modernt på samma gång." Gustavsson fortsatte: "Man hör ekon av läromästare som Sahlström, men också en arom av fjärran platser, keltiska och asiatiska reminiscenser och även lite zigenarkänsla i Mikael Marins utsökta vagabondhyllning Träbens-Jonke. Genom åren har spelet blivit mindre uppruggat, mer serent och lyriskt, men fortfarande med en organiskt pådrivande rytmik som kommer ända nedifrån fötterna och mellangärdet. Denna obetvingliga rytmik hör till det som får Väsen att sticka ut mot i stort sett alla andra folkmusikgrupper." Kalle Tiderman på Svenska Dagbladet skrev att skivan "är bräddfull av halsbrytande skickligt spel på viola, nyckelharpa och gitarr. ... Trots att låtformer som polska och vals dominerar över gruppimprovisationer med lösare konturer, rymmer låtarna gott om äventyrligt spel, till exempel i 'Polska för Tom Morrow' eller 'Magnus'."

## Låtlista
| Nr           | Titel                     | Längd |
| ------------ | ------------------------- | ----- |
| 1.           | Byxen, Fisen & Blåsen     | 2:51  |
| 2.           | Hembrännarmarsch          | 2:37  |
| 3.           | Polska for Tom Morrow     | 4:19  |
| 4.           | Marsch i April            | 2:44  |
| 5.           | Lilla Kulturbidragsvalsen | 2:27  |
| 6.           | Träbens-Jonke             | 4:07  |
| 7.           | Magnus                    | 2:17  |
| 8.           | Fanny                     | 3:27  |
| 9.           | Johans Vals               | 4:22  |
| 10.          | Hundlåten                 | 3:26  |
| 11.          | Spacekadetten             | 3:26  |
| 12.          | Maja & Tobbes Brudvals    | 3:47  |
| 13.          | Kludd'n                   | 3:47  |
| 14.          | Pilvi & Eskos Brudvals    | 4:29  |
| Total längd: | Total längd:              | 49:06 |